# Ricardo Núñez Ayala
Ricardo Núñez Ayala (Cuautitlán Izcalli, Estado de México, 1967) es un abogado y político mexicano. Se desempeñó como presidente de Cuautitlán Izcalli de 2019 a 2021, cargo que ocupó como miembro de Morena.

## Biografía

### Primeros años
Estudió derecho en la Facultad de Estudios Superiores Acatlán, perteneciente a la Universidad Nacional Autónoma de México (UNAM).

### Vida personal
Durante la campaña electoral de la gobernadora Delfina Gómez en 2023, fue arrestado en Cuautitlán Izcalli y presentado ante la Fiscalía Regional, luego de ser ser acusado de portar material proselitista y coaccionar el voto a favor de dicha candidata. En su detención se encontraron papeletas con la imagen de la política en la cajuela de su vehículo.

## Carrera política

### Militancia en Morena
Durante su carrera profesional, Núñez Ayala se destacó en el Poder Judicial de la Federación, donde trabajó en tribunales colegiados de circuito. Su primera candidatura se registró en las elecciones estatales del Estado de México de 2015. Fue electo en segunda candidatura en las elecciones estatales del Estado de México de 2018 a la alcaldía de Cuautitlán Izcalli por el partido Morena, logrando la victoria sobre los candidatos del PAN y PRI, Raymundo Guzmán Corroviñas y Martín Saavedra, respectivamente.

### Presidente de Cuautitlán Izcalli
Durante su gestión como presidente de Cuautitlán Izcalli, se presentaron dificultades en las obras de pavimentación a pesar de contar con el Organismo Descentralizado de Carácter Municipal para el Mantenimiento de Vialidades de Cuautitlán Izcalli (MAVICI). No se lograron mejoras sustanciales en las calles del municipio. El Cabildo anterior solicitó la extinción de MAVICI en marzo pasado, pero no pudo llevarse a cabo de manera jurídica. A pesar de los esfuerzos del gobierno actual, los problemas en las calles persistieron durante la gestión de Núñez Ayala.

#### Conflicto con Daniel Serrano
En abril de 2021, como presidente con licencia, denunció el presunto robo de su candidatura a la presidencia municipal por parte de Daniel Serrano, quien representaba a Morena ante el Instituto Electoral del Estado de México (IEEM). Núñez Ayala acusó a Serrano de utilizar su posición para imponer su propia candidatura, impidiendo la reelección del presidente con licencia. Además, señaló que Serrano no tenía residencia en Cuautitlán Izcalli y mencionó acusaciones previas de presión para desviar recursos públicos en beneficio de su grupo. Estas denuncias se sumaron a manifestaciones de inconformidad de militantes de Morena en el Estado de México por la definición de candidaturas.